# Rue Félix-Éboué (Nantes)
La rue Félix-Éboué est une voie de Nantes, en France.

## Situation et accès
Située dans le centre-ville de Nantes, la rue Félix-Éboué, qui relie le quai de la Fosse (dans le prolongement de la rue Maréchal-de-Lattre-de-Tassigny) à la place de la Petite-Hollande (dans le prolongement du boulevard Jean-Philippot), est bitumée et ouverte à la circulation automobile. Sur son côté sud, elle rencontre le boulevard des Nations-Unies.

## Origine du nom
La voie honore Félix Éboué, administrateur colonial, résistant et homme politique guyanais.

## Historique
Ouverte dans le cadre de la reconstruction de Nantes après la Seconde Guerre mondiale, cette voie a depuis l'origine une fonction d'écoulement du flot de circulation automobile entre le quartier Graslin et le sud de l'ancienne île Feydeau. Celle artère fut aménagée sur « terre-plein de l'île Gloriette » qui est située à l'ouest de cette île et fut constituée à la suite des travaux de comblement du point de confluence de deux bras de la Loire : celui « de la Bourse » et celui « de l'Hôpital ».
La rue longe, sur sa partie sud, le tracé du tunnel ferroviaire de Chantenay, achevé en 1955. Cette partie de l'ouvrage est une galerie couverte. Une bouche de ventilation est ouverte à l'extrémité sud-est de la rue.
Elle prend sa dénomination actuelle par délibération du conseil municipal du 26 juin 1961. 
Son tracé était légèrement différent de ce qu'il est aujourd'hui, puisque son extrémité nord aboutissait dans le prolongement de la rue Jean-Jacques-Rousseau. Un changement du plan de circulation la fait déviée son tronçon septentrional vers l'ouest pour lui donner sa configuration actuelle en 1984. Une voie circulation étant néanmoins préservée depuis la rue Jean-Jacques-Rousseau pour aboutir sur la voie à l'aide d'un rond-point, lequel permet également de communiquer avec le nouveau « boulevard des Nations-Unies »